# Brit Marling
Brit Alexandra Marling (Chicago, 7 de agosto de 1982) es una actriz, cineasta y guionista estadounidense.

## Biografía
Fue bautizada Brit por su bisabuela materna, que era noruega. Tiene una hermana, Morgan Marling. Estudió Economía en la Universidad de Georgetown, un centro educativo católico ubicado en Washington D. C.. Comenzó su carrera en el cine escribiendo y codirigiendo Boxers and Ballerinas, un documental sobre Cuba que contó con la colaboración de Mike Cahill. Su primera película como actriz fue Political Disasters, drama dirigido por Zach Horton. Más tarde fue guionista y protagonista de Sound of My Voice, una intriga psicológica con dirección de Zal Batmanglij.
El mismo año de Sound of My Voice estrenó Another Earth, una mezcla entre drama y fantasía que dirigió su amigo Mike Cahill, con participación en el guion de la propia Brit Marling.
En el thriller financiero Arbitrage interpretó a la hija del personaje, interpretado por el actor Richard Gere. En 2014 estrenó la película Orígenes, del director Mike Cahill; una reflexión sobre el origen y el destino de la humanidad, la reencarnación y el dilema entre ciencia y espiritualidad. En ella Marling da vida a una becaria que junto con su compañero de reparto Michael Pitt, quien interpreta al biólogo molecular Dr. Ian Gray, investiga la evolución del ojo humano.
En 2016 protagonizó la serie creada y escrita junto a Zal Batmanglij para la plataforma Netflix, The OA.

## Filmografía

### Cine
| Año  | Título               | Personaje            |
| ---- | -------------------- | -------------------- |
| 2007 | The Recordist        | Charlie Hall         |
| 2009 | Political Disasters  | Brit                 |
| 2011 | Another Earth        | Rhoda Williams       |
| 2011 | Sound of My Voice    | Maggie               |
| 2012 | Arbitrage            | Brooke Miller        |
| 2012 | The Company You Keep | Rebecca Osborne      |
| 2013 | The East             | Sarah                |
| 2014 | The Keeping Room     | Augusta              |
| 2014 | The Better Angels    | Nancy Lincoln        |
| 2014 | I Origins            | Karen                |
| 2016 | La buena esposa      | joven Joan Castleman |

### Televisión
| Año       | Título                           | Personaje           | Notas                                         |
| --------- | -------------------------------- | ------------------- | --------------------------------------------- |
| 2011      | Community                        | Page                | 1 episodio                                    |
| 2014      | Babylon                          | Liz Garvey          | 8 episodios                                   |
| 2016-2019 | The OA                           | OA / Prairie / Nina | Cocreadora, guionista, 16 episodios           |
| 2023      | A Murder at the End of the World | Lee Andersen        | Cocreadora, directora, guionista, 8 episodios |

## Premios y nominaciones
| Año  | Categoría               | Premio                                  | Película              | Resultado |
| ---- | ----------------------- | --------------------------------------- | --------------------- | --------- |
| 2005 | Lo mejor del festival   | Breckenridge Festival of Film           | Boxers and Ballerinas | Ganadora  |
| 2005 | Mejor Director          | Cinequest San José Film Festival        | Boxers and Ballerinas | Ganadora  |
| 2011 | Mejor actriz            | San Diego Film Critics Society Awards   | Another Earth         | Ganadora  |
| 2011 | Mejor actriz            | Festival de Cine de Sitges              | Another Earth         | Ganadora  |
| 2011 | Mejor interpretación    | Chicago Film Critics Association Awards | Another Earth         | Nominada  |
| 2012 | Mejor actriz            | Premios Saturn                          | Another Earth         | Nominada  |
| 2012 | Mejor guion             | Premios Saturn                          | Another Earth         | Nominada  |
| 2012 | Mejor guion             | Premios Independent Spirit              | Another Earth         | Nominada  |
| 2012 | Mejor película          | Premios Independent Spirit              | Another Earth         | Nominada  |
| 2013 | Mejor actriz secundaria | Premios Independent Spirit              | Sound of My Voice     | Nominada  |
| 2013 | Mejor película          | Premios Independent Spirit              | Sound of My Voice     | Nominada  |
| 2013 | Mejor guion original    | Georgia Film Critics Association        | Sound of My Voice     | Nominada  |
| 2013 | Mejor actriz            | Women's Image Network Awards            | The East              | Nominada  |
| 2013 | Mejor actriz & guion    | Women's Image Network Awards            | The East              | Nominada  |
| 2015 | Mejor actriz            | Women Film Critics Circle Awards        | The Keeping Room      | Nominada  |
| 2017 | Mejor actriz            | iHorror Awards                          | The OA                | Nominada  |
| 2018 | Mejor Drama             | Writers Guild of America                | The OA                | Nominada  |